# Dekanat Piła
Dekanat Piła – jeden z 24 dekanatów diecezji koszalińsko-kołobrzeska w metropolii szczecińsko-kamieńskiej. 
W skład dekanatu wchodzą następujące parafie: 
- Parafia Świętej Rodziny w Pile
- Parafia św. Antoniego w Pile,
- Parafia Najświętszej Maryi Panny Wspomożenia Wiernych w Pile,
- Parafia Najświętszej Maryi Panny Królowej Polski w Pile,
- Parafia św. Stanisława Kostki w Pile,
- Parafia Miłosierdzia Bożego w Pile
- Parafia św. Józefa Oblubieńca Najświętszej Maryi Panny w Pile,
- Parafia św. Rafała Kalinowskiego w Pile,
- Parafia św. Jana Bosko w Pile,
- Parafia Matki Bożej Częstochowskiej w Pile-Motylewie,
- Parafia św. Franciszka z Asyżu w Stobnie.